# Igor Bubnjić
Igor Bubnjić (Split, 17 juli 1992) is een Kroatisch voetballer die bij voorkeur als centrale verdediger speelt. Hij tekende in 2012 een contract bij Udinese, dat hem in 2015 verhuurde aan Carpi FC 1909. Bubnjić debuteerde in 2013 in het Kroatisch voetbalelftal.

## Clubcarrière
Bubnjić speelde in de jeugd voor Daruvar, Kamen Sirać en Slaven Belupo. Tijdens de eerste helft van het seizoen 2011/12 werd hij uitgeleend aan NK Koprivnica. Hij debuteerde voor Slaven Belupo op 16 maart 2012 tegen Osijek. Op 6 mei 2012 scoorde hij zijn eerste doelpunt in de Kroatische competitie tegen Rijeka. In september 2012 tekende hij een contract bij Udinese, waarbij hij zich in juni 2013 daadwerkelijk aansloot. Udinese leende de Kroaat in 2015 uit aan Carpi FC 1909 voor een seizoen. In 2016 was hij op proef bij FC Groningen, maar daar werd hij niet fit genoeg bevonden. Hij ging per direct terug naar Udinese.

## Interlandcarrière
Bubnjić maakte in 2013 zijn debuut voor het Kroatisch nationaal elftal. Op 10 september 2013 werd hij opgesteld als basisspeler in een oefeninterland tegen Zuid-Korea.